# Tom Hales
Tom Hales, född 5 mars 1892, död 29 april 1966, var en irländsk motståndsman och IRA-medlem från västra Cork. Han var vän med Michael Collins.
Både han och brodern Sean Hales slogs med IRA i västra Cork under Irländska frihetskriget. Hales tillfångatogs av brittiska armén i Cork och misshandlades och torterades svårt för att han skulle berätta var de bemärkta IRA-ledarna, däribland Michael Collins, befann sig. Hales gav sig aldrig men hans medfånge Patrick Harte fick svåra hjärnskador och dog senare på mentalsjukhus. 
Den brittiska officer som hade befälet över förhören var major Arthur Percival som senare ledde de brittiska styrkorna i Singapore under andra världskriget och gav upp till japanerna.
Under irländska inbördeskriget slogs bröderna Hales på olika sidor. Tom Hales hade befälet över the Flying Column som attackerade Irländska fristatens konvoj vid Béal na mBláth som resulterade i mordet på hans barndomsvän Michael Collins. Sean Hales dödades av IRA under inbördeskriget. Som en vedergällning avrättade fristaten fyra äldre republikaner, en från varje provins. Den man från Munster som valdes ut för att skjutas var Dick Barrett. Ironiskt nog var Barnett medlem av samma IRA-brigad som Sean Hales under irländska frihetskriget och de var barndomsvänner.